# Wardenburg
Wardenburg är en kommun och ort i Landkreis Oldenburg i förbundslandet Niedersachsen i Tyskland.